# Eric Stanton
Pour les articles homonymes, voir Stanton.
Ernest Stanzoni dit Eric Stanton (30 septembre 1926 - 17 mars 1999), est un dessinateur, illustrateur et photographe américain, spécialisé dans le bondage et le fétichisme.

## Biographie

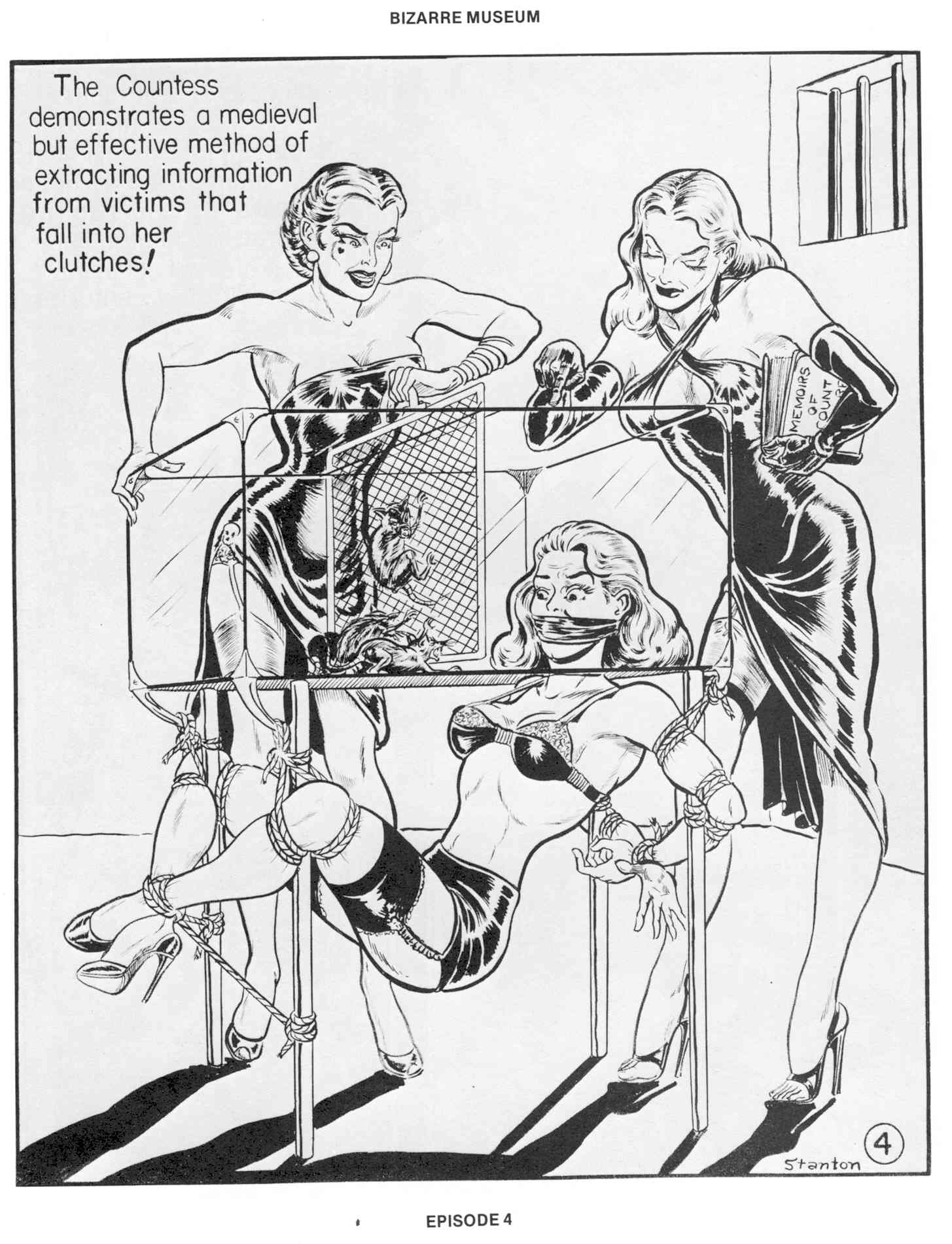
Bizarre Museum

C'est à l'âge de 12 ans, alors qu'il est en quarantaine qu'il a commencé à dessiner tous les jours. Engagé dans la marine, il réalise un comic strip pour un journal militaire. En 1948 il devient assistant de Boody Rogers. Il découvre alors l'activité d'Irving Klaw et lui propose ses services. De 1954 à 1956 il étudie dans une école d'illustration sous Jerry Robinson et rencontre le dessinateur de comics Steve Ditko et Gene Bilbrew qu'il recrute pour Klaw.
De 1958 à 1966, Eric Stanton partage un studio avec Steve Ditko.
Eric Stanton a publié durant de très longues années des bandes dessinées érotiques et pornographiques en réponse à des commandes privées : il se chargeait d'illustrer et/ou de scénariser les fantasmes de ses commanditaires.
Avec John Willie, il est l'un des nombreux artistes à avoir popularisé l'art du BDSM, à travers notamment la mise en scène de la célèbre modèle aussi glamour qu'espiègle, Bettie Page.
Stanton aimait à dépeindre les femmes comme des dominatrices.

## Publications
- Phyllis, Éditions Déesse, 1977
- Le Retour de Gwendoline, Humanoïdes associés, 1978
- The Best Of Stanton, volume 1, Le Cauchemar de Diana, Les Périls de Diana, L’Extraordinaire Aventure de Marie, traduction et préface de Robert Mérodack, Éditions Dominique Leroy, Paris 1979
- The Best Of Stanton, volume 2, L’École de perfectionnement de Mrs Tyrant, Phyllis en péril, Madame Discipline, traduction et préface de Robert Mérodack, Éditions Dominique Leroy, Paris 1979
- The Best Of Stanton, volume 3, Le Club de la botte de cuir, Obéir ou être battu, Ceux qui souffrent, etc., traduction et préface de Robert Mérodack, Éditions Dominique Leroy, Paris 1981
- The Best Of Stanton, volume 4, Jill, Détective incognito, Priscilla, Reine de l’Évasion, traduction et préface de Robert Mérodack, Éditions Dominique Leroy, Paris 1982
- The Best Of Stanton, volume 5, Un voyage périlleux, Helga cherche des esclaves, traduction et préface de Robert Mérodack, Éditions Dominique Leroy, Paris 1983
- Les Chefs-d'œuvre de la BD érotique, sous la direction de Jacky Goupil, Rombaldi, 1987
- The Art of Eric Stanton, sous la direction d'Eric Kroll, Taschen, 1997